# Wilma Rudolph
Wilma Rudolph (Marksville, Tennessee, 23 de junio de 1940 - Brentwood, Tennessee, 12 de noviembre de 1994) fue una atleta estadounidense que destacó por su rapidez, convirtiéndose, en 1961, en la mujer más veloz del mundo. 
Fue la primera deportista estadounidense en conseguir tres medallas de oro en una misma cita olímpica, ya que en los Juegos Olímpicos de Verano de 1960 en Roma ganó medalla de oro en 100 metros, 200 metros y relevo 4 × 100 metros, logrando también el récord del mundo en las tres competencias. 
Es considerada como una de las principales influencias para las deportistas y jóvenes negras estadounidenses interesadas en el atletismo.

## Biografía
Nació el 23 de junio de 1940, en Saint Bethlehem, Tennessee (ahora parte de Clarksville). Nació prematuramente y tuvo una infancia con problemas de salud: una doble neumonía a los cuatro años, y a los seis un ataque de poliomielitis que le dejó paralizada una pierna durante varios años. A pesar de eso, su tesón la llevó a superar estas dificultades y a convertirse en buena corredora y jugadora de baloncesto en el instituto. Era la vigésima de 22 hijos de los dos matrimonios de su padre Ed Rudolph. Poco después del nacimiento de Wilma, su familia se mudó a Clarksville, Tennessee, donde creció y asistió a la escuela primaria y secundaria. Su padre, Ed, que trabajaba como mozo de tren y hacía trabajos ocasionales en Clarksville, murió en 1961; su madre, Blanche, trabajaba como empleada doméstica en casas de Clarksville y murió en 1994.
Ganó pruebas locales y estatales, y con solo dieciséis años, llegó a las eliminatorias para clasificar a los Juegos Olímpicos de Melbourne 1956, obteniendo una plaza en el equipo olímpico gracias a su segundo puesto en los 200 metros lisos femeninos. Fue eliminada en su serie al quedar tercera tras la soviética Mariya Itkina y la alemana Kohler, pero logró la medalla de bronce en el relevo de 4 x 100 femenino junto al equipo de Estados Unidos.
Rudolphf ganó en 1957 el campeonato nacional Junior de 75 y 100 yardas. En 1958 fue madre. En 1960 ganó en las eliminatorias para los Juegos Olímpicos de Roma 1960, las pruebas de 100 metros lisos femeninos y 200 metros lisos femeninos. En esos juegos olímpicos obtuvo la medalla de oro en ambas pruebas, así como también en el relevo corto. 
En 1961 en Moscú, igualó el récord mundial de los 100 metros planos con un tiempo de 11,3 y lo rompió en Stuttgart días más tarde, con un tiempo de 11,2 convirtiéndose en la mujer más rápida del mundo, recibiendo el sobrenombre de "La gacela negra". 

## Carrera

### Primeros años
Rudolph se inició en el deporte organizado en el instituto Burt, centro de la comunidad afroamericana de Clarksville. Tras completar varios años de tratamientos médicos para recuperar el uso de su pierna izquierda, Rudolph optó por seguir los pasos de su hermana Yvonne y empezó a jugar al baloncesto en octavo curso. Rudolph siguió jugando al baloncesto en el instituto, donde se convirtió en titular del equipo y empezó a competir en atletismo. En su segundo año, Rudolph anotó 803 puntos y estableció un nuevo récord en el baloncesto femenino de instituto.El entrenador de Rudolph en el instituto, C. C. Gray, le puso el apodo de "Skeeter" (por mosquito) porque se movía muy rápido.
Mientras jugaba en el equipo de baloncesto de su instituto, Rudolph fue vista por Ed Temple, entrenador de atletismo de la Tennessee State, una gran oportunidad para la joven y activa atleta. El día que Temple vio a la alumna de décimo curso por primera vez, supo que era una atleta nata. Rudolph ya había adquirido cierta experiencia en el equipo de atletismo del instituto Burt dos años antes, sobre todo como forma de mantenerse ocupada entre las temporadas de baloncesto. En su segundo año de instituto, Rudolph compitió en la Instituto Tuskegee de Alabama en su primera prueba importante de atletismo. Aunque perdió la carrera, Rudolph estaba decidida a seguir compitiendo y ganar.
Temple invitó a Rudolph, de catorce años, a unirse a su programa de entrenamiento de verano en Tennessee State. Después de asistir al campamento de atletismo, Rudolph ganó las nueve pruebas en las que participó en un encuentro de atletismo de la Amateur Athletic Union en Filadelfia, Pensilvania. Bajo la dirección de Temple, continuó entrenando regularmente en la TSU mientras seguía estudiando en el instituto. Rudolph compitió en eventos atléticos amateurs con el equipo femenino de atletismo de la TSU, conocido como las Tigerbelles, durante dos años más antes de matricularse en la TSU como estudiante en 1958.

### Juegos Olímpicos de Verano de 1956
Cuando Rudolph tenía dieciséis años y cursaba el penúltimo año de instituto, asistió a las pruebas del equipo olímpico estadounidense de atletismo de 1956 en Seattle, Washington, y se clasificó para competir en la prueba individual de 200 metros en los Juegos Olímpicos de Verano de 1956 en Melbourne, Australia. Rudolph, el miembro más joven del equipo olímpico estadounidense, fue uno de los cinco TSU Tigerbelles que se clasificaron para los Juegos Olímpicos de Melbourne 1956. 
Rudolph fue derrotada en una eliminatoria preliminar de la carrera de 200 metros en los Juegos Olímpicos de Melbourne, pero corrió la tercera etapa del 4 × 100 m relevos. El equipo estadounidense formado por Rudolph, Isabelle Daniels, Mae Faggs y Margaret Matthews, todas ellas TSU Tigerbelles, ganó la medalla de bronce, igualando el tiempo récord mundial de 44,9 segundos. El equipo británico ganó la medalla de plata. El equipo australiano, con la medallista de oro en 100 y 200 metros Betty Cuthbert como pierna ancla, ganó la medalla de oro en un tiempo de 44,5 segundos. Cuando Rudolph regresó a su casa de Tennessee tras los Juegos Olímpicos de Melbourne, mostró a sus compañeros de instituto la medalla de bronce que había ganado y decidió intentar ganar una medalla de oro en los Juegos Olímpicos de Verano de 1960 en Roma, Italia.
En 1958 Rudolph se matriculó en Tennessee State, donde Temple continuó siendo su entrenador de atletismo.  En 1959, en los Juegos Panamericanos de Chicago, Illinois, Rudolph ganó una medalla de plata en la prueba individual de 100 metros, así como una medalla de oro en el relevo de 4 × 100 metros con sus compañeras de equipo Isabelle Dan, Barbara Joe, y Lucinda Williams. También ganó el título de los 200 metros de la AAU en 1959 y lo defendió durante cuatro años consecutivos. Durante su carrera, Rudolph también ganó tres títulos de la AAU en pista cubierta.

### Juegos Olímpicos de Verano de 1960

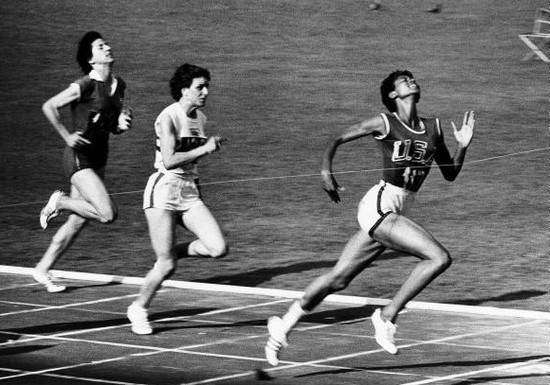
Rudolph gana los 100 metros llanos femeninos en los Juegos Olímpicos de Verano de 1960 en Roma.

Cuando aún era estudiante de segundo año en Tennessee State, Rudolph compitió en las pruebas olímpicas de atletismo de Estados Unidos en la Abilene Christian University de Abilene, Texas, donde estableció un récord mundial de los 200 metros lisos que se mantuvo durante ocho años. También se clasificó para los Juegos Olímpicos de Verano de 1960 en la prueba de 100 metros llanos.
Rudolph corrió la final de los 100 metros lisos en un tiempo de 11,0 segundos con ayuda del viento. (El tiempo récord no fue acreditado como récord del mundo, porque el viento, de 2,75 m por segundo, excedía el máximo de 2 m/s. Rudolph se convirtió en la primera mujer estadounidense en ganar una medalla de oro en los 100 metros lisos desde la victoria de Helen Stephens en los Juegos Olímpicos de Verano de 1936. Rudolph ganó otra medalla de oro en la final de los 200 metros lisos con un tiempo de 24. Tras estas victorias, fue aclamada en todo el mundo como "la mujer más rápida de la historia".
El 7 de septiembre de 1960, la temperatura alcanzó los 40 grados Celsius (104 °F) mientras miles de espectadores abarrotaban el estadio. Rudolph combinó esfuerzos con sus compañeras del equipo olímpico del Estado de Tennessee -Martha Hudson, Lucinda Williams y Barbara Jones- para ganar los relevos de 4 × 100 metros con un tiempo de 44,5 segundos, después de establecer un récord mundial de 44,4 segundos en las semifinales. En la final, Rudolph corrió el relevo de anclaje del equipo estadounidense y estuvo a punto de perder el testigo tras un pase de Williams, pero superó al relevo de anclaje alemán para ganar el relevo en una reñida final. Rudolph tenía una razón especial y personal para esperar la victoria: rendir homenaje a Jesse Owens, el célebre atleta estadounidense y estrella de los Juegos Olímpicos de Verano de 1936 en Berlín, Alemania, que había sido su inspiración.
Rudolph fue una de las atletas más populares de los Juegos Olímpicos de Roma 1960 y salió de los Juegos Olímpicos como "El Tornado, la mujer más rápida de la tierra"  Los italianos la apodaron "La Gazzella Nera" ("La Gacela Negra").  Los franceses la llamaban "La Perle Noire" ("La Perla Negra"), así como "La Chattanooga Choo-Choo".  Junto con otros atletas olímpicos de 1960 como Cassius Clay (más tarde conocido como Muhammad Ali), Oscar Robertson y Rafer Johnson, Rudolph se convirtió en una estrella internacional debido a la primera cobertura televisiva mundial de los Juegos Olímpicos de ese año.  Los Juegos Olímpicos de Roma de 1960 lanzaron a Rudolph a la palestra pública y los medios de comunicación la presentaron como la "primera dama" del atletismo estadounidense y una "reina", con elogios a sus logros atléticos, así como a su belleza y porte femeninos. 

### Carrera post-olímpica

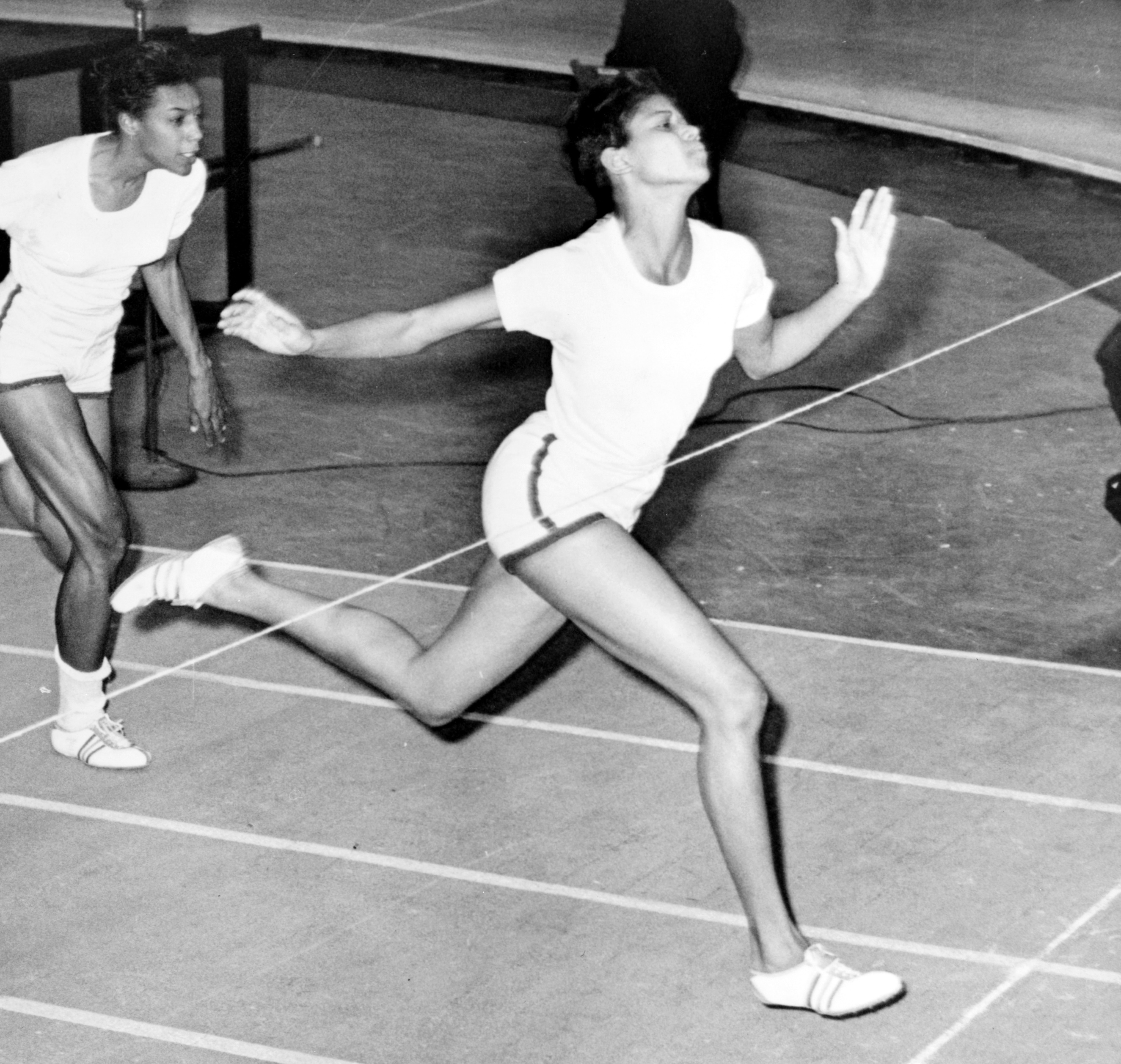
Rudolph en la línea de meta durante la carrera de 50 yardas en el Madison Square Garden, 1961.

Rudolph regresó a Clarksville tras completar una gira europea posterior a los Juegos, en la que ella y sus compañeras del equipo olímpico compitieron en reuniones en Londres, Alemania Occidental, Países Bajos y en otros lugares de Europa. La ciudad natal de Rudolph, Clarksville, celebró el "Día de Bienvenida a Wilma" el 4 de octubre de 1960, con un día entero de festejos. Debido a la firme insistencia de Rudolph, su desfile y banquete de bienvenida se convirtieron en el primer acontecimiento municipal totalmente integrado de la historia de la ciudad. Se calcula que 1.100 personas asistieron al banquete en su honor y miles se alinearon en las calles de la ciudad para ver el desfile..
Las victorias de Rudolph en Roma por la medalla de oro también "la impulsaron a convertirse en una de las mujeres negras más visibles de Estados Unidos y de todo el mundo".En 1961, Rudolph compitió en el prestigioso Los Angeles Invitational de pista cubierta, donde miles de personas acudieron a verla correr. Además, fue invitada a competir en las pruebas de pista del New York Athletic Club y se convirtió en la primera mujer invitada a competir en los Millrose Games. Rudolph también fue invitada a competir en los Penn Relays y los Drake Relays, entre otros..

## Homenajes y reconocimientos
En Clarksville, Tennessee hay una calle y una estatua con su nombre. 
En 1996 la Fundación Women's Sports creó el Premio de Wilma Rudolph al Coraje.
También hay un premio con su nombre a las mujeres luchadoras, un colegio en la que fue la zona americana de Berlín se llama como ella, y en 2004 el Servicio Postal de Estados Unidos sacó un sello con su imagen.
Tras sus victorias olímpicas, la Agencia de Información de Estados Unidos realizó un documental de diez minutos, Wilma Rudolph: Campeona olímpica (1961), para destacar sus logros en la pista. La aparición de Rudolph en 1960 en To Tell the Truth, un programa de juegos de la televisión estadounidense, y más tarde como invitada en The Ed Sullivan Show también ayudó a promover su estatus de estrella deportiva emblemática.
En 1961 Rudolph se casó con William Ward, miembro del equipo de atletismo del North Carolina College de Durham;se divorciaron en 1963. Entretanto, Rudolph se retiró de las competiciones de atletismo a la edad de veintidós años, tras sus victorias en las carreras de 100 metros lisos y 4 x 100 metros lisos en el encuentro EE. UU.-Soviética celebrado en la Universidad de Stanford en 1962.En el momento de su retirada, Rudolph seguía siendo la plusmarquista mundial de los 100 metros lisos (11,2 segundos, el 19 de julio de 1961), los 200 metros lisos (22,9 segundos, el 9 de julio de 1960) y los relevos de 4 x 100 metros lisos. También había ganado siete títulos nacionales de velocidad de la AAU y establecido el récord femenino de pista cubierta de 6,9 segundos en las 60 yardas. Según explicó Rudolph, se retiró en la cima de su carrera atlética porque quería dejar el deporte cuando aún estaba en su mejor momento. Por ello, no compitió en los Juegos Olímpicos de Verano de 1964 en Tokio, Japón, diciendo: "Si ganara dos medallas de oro, me faltaría algo. Me quedaré con la gloria que ya he ganado, como hizo Jesse Owens en 1936". 
Se retiró  de la competición a finales de 1962, con 22 años. Rudolph continuó su educación en Tennessee State y obtuvo una licenciatura en educación primaria en 1963. Ese año también realizó un viaje de un mes a África Occidental como embajadora de buena voluntad del Departamento de Estado de Estados Unidos. Rudolph actuó como representante de Estados Unidos en los Juegos de la Amistad de 1963 en Dakar, Senegal, y visitó Ghana, Guinea, Mali y Alto Volta, donde asistió a acontecimientos deportivos, visitó escuelas e hizo apariciones como invitada en programas de televisión y radio. También asistió al estreno de un documental de la Agencia de Información de Estados Unidos que destacaba su carrera en el atletismo.
Al finalizar su carrera deportiva decidió terminar sus estudios y trabajar con los jóvenes de los barrios populares de las grandes ciudades. Por eso, participó en la 'Operación Champion', destinada a promover la práctica del deporte entre aquellos jóvenes que no tenían opción de federarse y posteriormente creó su propia fundación, que se dedicaba a ofrecer entrenamientos gratuitos y organizar competiciones entre los jóvenes más necesitados.
En mayo de 1963, pocas semanas después de regresar de África, Rudolph participó en una protesta por los derechos civiles en Clarksville, su ciudad natal, para eliminar la segregación en uno de los restaurantes de la ciudad. Al poco tiempo, el alcalde anunció que las instalaciones públicas de la ciudad, incluidos sus restaurantes, pasarían a estar totalmente integradas. Rudolph también se casó ese mismo año con Robert Eldridge, que había sido el padre de su hijo cuando ella estaba en el instituto. La pareja tuvo tres hijos más, pero se divorciaron después de diecisiete años de matrimonio.